# 잡종낙타

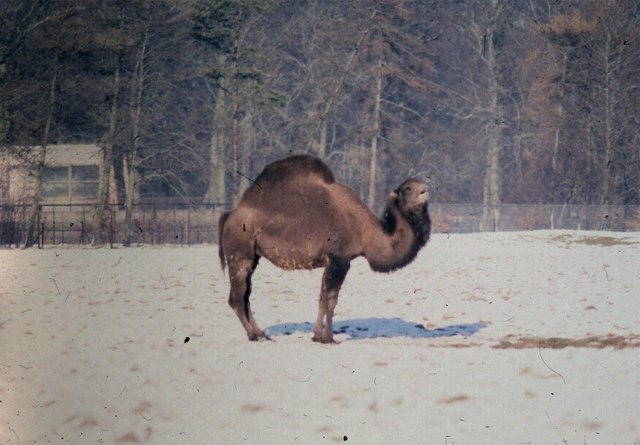

잡종낙타(Hybrid camel)는 낙타속의 두 종인 단봉낙타(학명: Camelus dromedarius)와 쌍봉낙타(학명: Camelus bactrianus)를 교잡한 낙타이다. 두 종이 만나는 곳에는 가끔 발생하며, 기원전 1000년부터 인위적으로 두 낙타의 잡종이 만들어지기 시작했으며 현재도 품종이 개량 중이다.
잡종낙타는 지역에 따라서 투르코만(Turkoman), 야믈(Yaml), 부흐트(Bukht) 등 다양한 이름으로 불리며, 그 중에서도 튈루(Tülu) 종은 수컷 쌍봉낙타와 암컷 단봉낙타를 교잡시킨 것이다.